# Paderborn Baskets
El Uni Baskets Paderborn es un equipo de baloncesto alemán con sede en la ciudad de Paderborn, que compite en la ProA, la segunda división de su país. Disputa sus partidos en el Sportzentrum Maspernplatz, con capacidad para 3000 espectadores.

## Nombres
| - VBC 69 Paderborn (1969-1991) - Paderborn Baskets (91) (1991-1992, 2001-2004, 2006-2007, 2008-2010) - BOVA Baskets (1992-1993) - Forbo Paderborn 91 (1993-1998) - Teamwork Paderborn 91 (1998-2001) | - Schröno Paderborn Baskets (2004-2006) - Digibu Baskets (2007-2008) - webmoebel Baskets (2010-2012) - finke baskets Paderborn (2012-2016) - Uni Baskets Paderborn (2016-) |

## Posiciones en Liga
| Temporada | Nivel | Liga       | Pos. | Resultado        |
| --------- | ----- | ---------- | ---- | ---------------- |
| 2006-07   | 1     | Bundesliga | 14   |                  |
| 2007-08   | 1     | Bundesliga | 11   |                  |
| 2008-09   | 1     | Bundesliga | 8    | Cuartos de final |
| 2009-10   | 1     | Bundesliga | 18   | Desciende        |
| 2010-11   | 2     | ProA       | 7    |                  |
| 2011-12   | 2     | ProA       | 12   |                  |
| 2012-13   | 2     | ProA       | 13   |                  |
| 2013-14   | 2     | ProA       | 12   |                  |
| 2014–15   | 2     | ProA       | 12   |                  |
| 2015–16   | 2     | ProA       | 13   |                  |
| 2016–17   | 2     | ProA       | 10   |                  |
| 2017–18   | 2     | ProA       | 13   |                  |
| 2018-19   | 2     | ProA       |      |                  |

## Palmarés
- Campeón de la 2.Basketball Bundesliga Grupo Norte

2006

## Jugadores destacados
| - Vincent Arrendell - Bart Gijbels - Marc Nguidjol - Sefton Barrett - Ty Nurse - Nick Tufegdzich - Daniel de Juan - Margus Metstak - Panu Majala - Paul Albrecht - Ivan Buntic - Michael Buse - Claus Cremers - Phillip Daubner - Mario Dzeko - Luis Figge - Michael Fleischmann - Benjamin Fumey - Stefano Garris - Christoph Haag - Christoph Hackenesh - Dirk Happe - Frederik Henningsen - Felix Hoffmann - Moritz Hübner - Frieder Jacobsen - Jimmy Jammes - Michael Jost - Lars Kamp - Karsten Kemna - Vincent Kittmann - Norbert Knievel - Jan Kozieras - Kai-Uwe Kranz | - Maximilian Kuhle - Matthias Luck - Konrad Lüders - Daniel Malcorps - Christian Mehrens - Uli Naechster - Sebastian Niebrügge - Marius Nolte - Robert Oehle - Till Pape - Jordi Pérez - Remigius Pichajda - Nick Schneiders - Nicolai Simon - Ben Spoeler - Reinhold Stamminger - Eike Sünkeler - Stefan Tacke - Lars Wendt - Michael Wenzlaff - Ingo Wolf - Jason Edwin - Milutin Nikolić - Raoul Heinen - Remco Smits - Dušan Savić - Chase Adams - Jason Adams - Ryan Aquino - Will Barnes - Steven Bennett - Timothy Black - Lawrence Borha - Draelon Burns | - John Bynum - Louis Campbell - Eugene Christopher - Jordan Collins - Scott Dennis - Terence Dials - Jamar Diggs - Chris Ensminger - Steven Esterkamp - Lavelle Felton - Nate Gerwig - Teddy Gipson - Reggie Golson - Morgan Grim - Terren Harbut - DeAndre Haynes - Zach Hillesland - Lamar Hurd - Jason Jamerson - Gregory Jenkins - Kejuan Johnson - Kevin Langford - Dion Lee - Kenneth Lee - Tyrone Lewis - Stephen Marshall - Jefferson Mason - William Massenburg - Bryant McAllister - Bryan McCullough - Billy McDaniel - Jamar Moore - Malik Moore - Andrew Naeve | - Mark Patton - Carson Payne - John Reimold - Kyle Roemer - Christopher Rojik - Billy Rush - David Schneider - LaShon Sheffield - Matt Smith - Justin Stommes - Ricky Taylor - Matt Terwilliger - Nick Thompson - Spencer Tollackson - Matt Vest - Durell Vinson - Kenny Whitehead - Reggie Willhite - Steve Williams - Steven Wright - Lars Dressler - Guy Aud - Dominik Malinowski - Bojan Barjaktarevic - Mangisto Arop - Dorian McDaniel - Douglas Spradley - Alhaji Mohammed - Trey Hampton - Thomas Bropleh - Martin Samarco - Nathan Peavy |